# Конституционный суд Российской Федерации
Конституцио́нный суд Росси́йской Федера́ции (неофиц. аббр.: КС РФ) — высший судебный орган конституционного контроля в Российской Федерации, осуществляющий судебную власть самостоятельно и независимо посредством конституционного судопроизводства в целях защиты основ конституционного строя, основных прав и свобод человека и гражданина, обеспечения верховенства и прямого действия Конституции Российской Федерации на всей территории Российской Федерации.
Полномочия, порядок образования и деятельности Конституционного суда Российской Федерации определяются Конституцией Российской Федерации и федеральным конституционным законом от 21.07.1994 № 1-ФКЗ «О Конституционном Суде Российской Федерации».
Конституционный суд Российской Федерации состоит из 11 судей, назначаемых Советом Федерации по представлению президента Российской Федерации.

## История
В СССР с 1989 года функции Конституционного суда были возложены на союзный Комитет конституционного надзора СССР. 12 июля 1991 года законом РСФСР «О конституционном суде» был создан республиканский Конституционный суд РСФСР, впервые избранный Съездом народных депутатов РСФСР 30 октября 1991 года в составе 13 судей:
- Зорькин, Валерий Дмитриевич — председатель
- Кононов, Анатолий Леонидович
- Эбзеев, Борис Сафарович
- Лучин, Виктор Осипович
- Олейник, Владимир Иванович
- Гаджиев, Гадис Абдуллаевич
- Витрук, Николай Васильевич
- Селезнёв, Николай Васильевич
- Ведерников, Николай Трофимович
- Тиунов, Олег Иванович
- Морщакова, Тамара Георгиевна
- Аметистов, Эрнест Михайлович
- Рудкин, Юрий Дмитриевич

В 1992—1993 годах Конституционный суд Российской Федерации активно участвовал в урегулировании конституционного кризиса. Его председатель Валерий Зорькин принимал участие в переговорах между президентом Борисом Ельциным и Верховным Советом в декабре 1992 года, что закончилось тогда подписанием соглашения между Ельциным и Хасбулатовым, согласно которому предусматривалась отсрочка вступления в силу поправок к Конституции, которые урезали полномочия президента, до проведения референдума в апреле 1993 года.
23 марта 1993 года Конституционный суд Российской Федерации признал телеобращение президента Ельцина к народу от 20 марта неконституционным, что послужило основанием для рассмотрения вопроса об отрешении президента от должности.
21 сентября 1993 года Президент РФ Б. Н. Ельцин объявил о роспуске Съезда народных депутатов и Верховного совета. Конституционный суд Российской Федерации вынес Заключение № З-2 "О соответствии Конституции Российской Федерации действий и решений Президента Российской Федерации Б. Н. Ельцина, связанных с его Указом от 21 сентября 1993 года «О поэтапной конституционной реформе в Российской Федерации», на основании которого Верховный Совет и Съезд отрешили Б. Н. Ельцина от должности Президента РФ.
После событий 3—4 октября 1993 года Б. Н. Ельцин приостановил деятельность Конституционного суда Российской Федерации, а в 1994 году был принят новый закон о Конституционном суде Российской Федерации. Согласно ему, суд утратил право рассматривать дела по собственной инициативе и оценивать конституционность действий тех или иных должностных лиц, а также конституционность партий. В соответствии с Конституцией Российской Федерации в состав суда входило 19 судей, ранее избранные судьи сохраняли полномочия до истечения срока, на который они были назначены.
6 новых судей Конституционного Суда Российской Федерации были назначены Советом Федерации Российской Федерации в октябре 1994 — феврале 1995 года (по оценке судьи КС Г. Гаджиева, расширение состава КС было вызвано желанием президента Ельцина обеспечить себе перевес над 9 судьями, голосовавшими против него во время кризиса), его председателем был избран Владимир Туманов, в 1997 году новым председателем стал Марат Баглай, а в 2003 году снова был избран Валерий Зорькин.
В 2009 году пленум Конституционного Суда предъявил судьям А. Кононову и В. Ярославцеву претензии в нарушении судейской этики в связи с их интервью с критикой российской судебной системы. После этого Кононов ушёл в отставку, а Ярославцев вышел из состава Совета судей РФ и его президиума. После назначения в 2010 году судьями Конституционного Суда А. Кокотова и К. Арановского в составе 19 судей стало 9 судей, назначенных при президенте Б. Ельцине, 7 — при В. Путине и 3 выдвиженца Д. Медведева. С 2010 по 2022 год новые судьи Конституционного Суда не назначались, и к 2022 году в связи с уходом судей в отставку по достижении предельного возраста (70 лет) из списочного состава в 19 человек в суде осталось лишь 10 судей. В 2022 году впервые за 12 лет был назначен новый судья Конституционного Суда — А. Бушев. В том же году ушёл в отставку К. Арановский.
9 марта 2022 года, после вторжения России на Украину, суд вышел из Конференции европейских конституционных судов.
| №     | Фото | Имя                          | Срок полномочий                                                                                           |
| 1     |      | Валерий Зорькин (род. 1943)  | 30 октября 1991 — 16 мая 1992 (как председатель Конституционного суда РСФСР) 16 мая 1992 — 6 октября 1993 |
| и. о. |      | Николай Витрук (1937—2012)   | 6 октября 1993 — 13 февраля 1995                                                                          |
| 2     |      | Владимир Туманов (1926—2011) | 13 февраля 1995 — 20 февраля 1997                                                                         |
| 3     |      | Марат Баглай (1931—2024)     | 20 февраля 1997 — 21 февраля 2003                                                                         |
| 4     |      | Валерий Зорькин (род. 1943)  | с 21 февраля 2003                                                                                         |

## Структура
Главой Конституционного суда Российской Федерации является председатель. В соответствии со статьёй 23 Федерального конституционного закона от 21.07.1994 № 1-ФКЗ «О Конституционном Суде Российской Федерации»:
- Председатель и заместитель председателя Конституционного суда Российской Федерации назначаются на должность Советом Федерации по представлению Президента Российской Федерации сроком на шесть лет.
- Председатель и заместитель председателя Конституционного суда Российской Федерации по истечении срока их полномочий могут быть назначены на должность на новый срок.

Штатная численность работников аппарата на 2025 год составляет 322 единицы.

## Состав

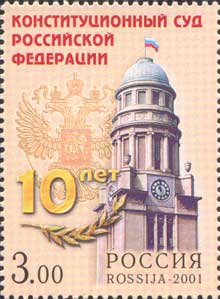
Почтовая марка России, 2001 год

| №  | Имя                                                               | Дата рождения             | Выдвинул президент                             | День начала службы |
| -- | ----------------------------------------------------------------- | ------------------------- | ---------------------------------------------- | ------------------ |
| 1  | Валерий Зорькин Председатель Конституционного суда РФ             | 18 февраля 1943 (82 года) | Избран судьёй Съездом народных депутатов РСФСР | 30 октября 1991    |
| 2  | Людмила Жаркова Заместитель Председателя Конституционного суда РФ | 3 сентября 1955 (69 лет)  | Борис Ельцин                                   | 11 июня 1997       |
| 3  | Сергей Князев                                                     | 15 февраля 1959 (66 лет)  | Дмитрий Медведев                               | 15 октября 2008    |
| 4  | Александр Кокотов                                                 | 15 января 1961 (64 года)  | Дмитрий Медведев                               | 3 марта 2010       |
| 5  | Андрей Бушев                                                      | 12 февраля 1966 (59 лет)  | Владимир Путин                                 | 8 июня 2022        |
| 6  | Владимир Сивицкий                                                 | 2 октября 1974 (50 лет)   | Владимир Путин                                 | 21 июня 2023       |
| 7  | Михаил Лобов                                                      | 1 февраля 1971 (54 года)  | Владимир Путин                                 | 25 сентября 2023   |
| 8  | Александр Коновалов                                               | 9 июня 1968 (57 лет)      | Владимир Путин                                 | 16 апреля 2025     |
| 9  | Константин Калиновский                                            | 12 декабря 1971 (53 года) | Владимир Путин                                 | 16 июля 2025       |
| 10 | Евгений Тарибо                                                    | 1976 (49 лет)             | Владимир Путин                                 | 16 июля 2025       |

По Конституции Российской Федерации до 2020 года Конституционный суд Российской Федерации состоял из 19 судей и был правомочен принимать решения, если присутствовало не менее двух третей судей от этого числа (до 2014 года — не менее трёх четвертей). Однако по состоянию на январь 2020 года в Конституционном суде осталось только 15 судей, так как не происходило своевременное назначение новых судей. В 2014 году в закон о Конституционном суде было внесено положение, согласно которому президент должен внести в Совет Федерации представление о назначении судьи не позднее месяца со дня открытия вакансии лишь в том случае, если в Суде остаётся менее 2/3 от общего числа судей.

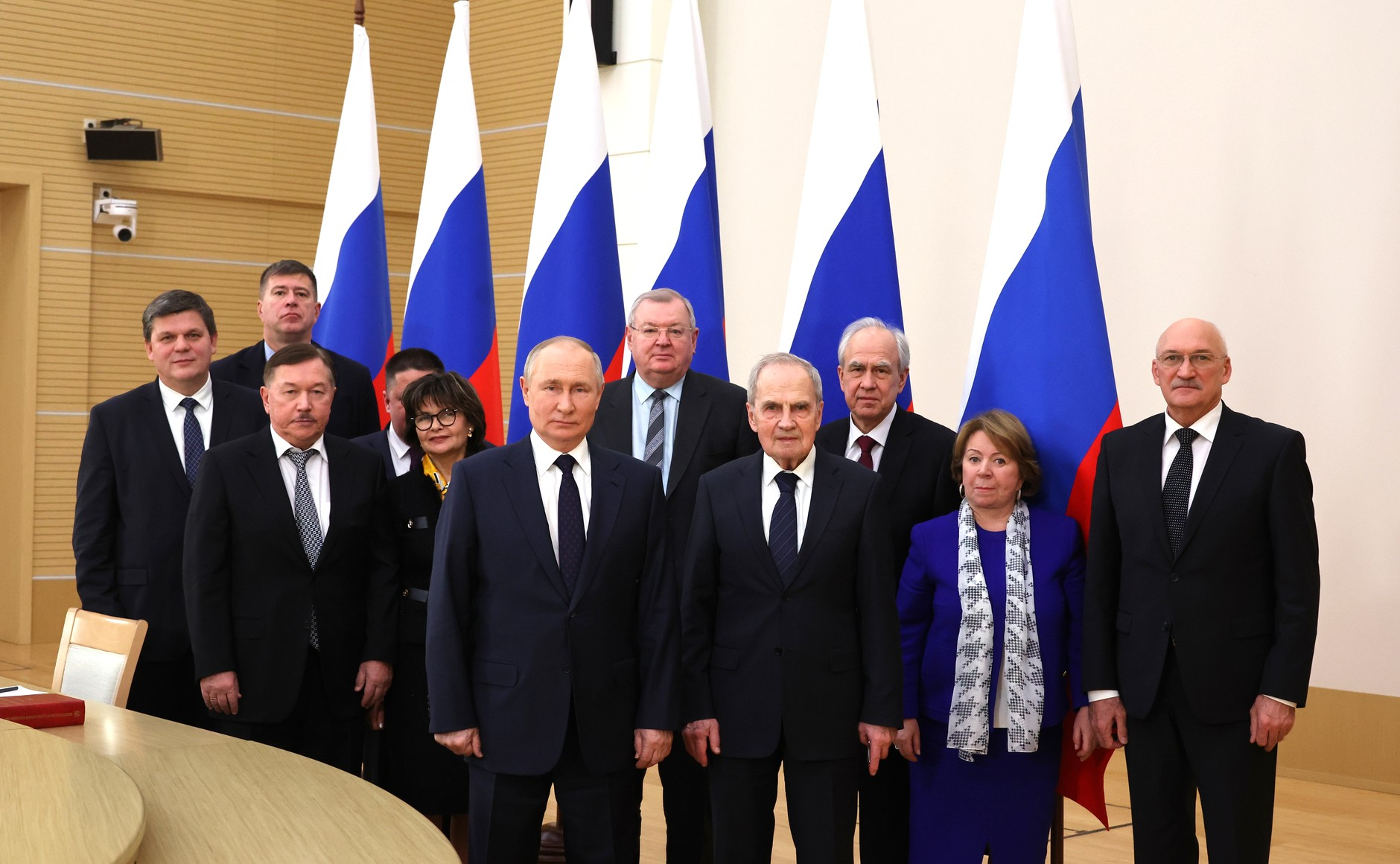
Президент РФ Владимир Путин с судьями Конституционного суда, 2023 г.

После внесения поправок, принятых на всенародном голосовании 1 июля 2020 года, Конституционный суд Российской Федерации состоит из 11 судей, включая председателя Конституционного суда Российской Федерации и его заместителя. При этом все 15 судей, состоявшие в Конституционном суде на момент вступления в силу поправок, продолжили осуществлять свои полномочия до их прекращения по предусмотренным законом основаниям, новые судьи будут назначаться лишь после того, как в Конституционном суде останется менее 8-11 судей.
С 2009 года в Конституционном Суде были предусмотрены должности двух заместителей председателя, которые занимали О. С. Хохрякова и С. П. Маврин (ранее существовали должности заместителя председателя и судьи-секретаря). После смерти О. С. Хохряковой 31 июля 2019 года вторая должность заместителя оставалась вакантной. Поправка к статье 125 Конституции содержит упоминание о наличии должности заместителя председателя КС в единственном числе.

### Отставка судьи в конце 2009 года
2 декабря 2009 года Совет судей России принял самоотвод судьи Конституционного суда Российской Федерации Владимира Ярославцева как члена Совета судей, который в августе этого года выступил с жёсткими обвинениями в адрес руководства страны и созданной им вертикали власти. При этом В. Г. Ярославцев остался судьёй Конституционного Суда Российской Федерации.
Судья Анатолий Кононов написал заявление об уходе со своей должности с 1 января 2010 года. Причина ухода — несогласие с нарушением принципа независимости судей со стороны исполнительной власти России.

### Отставка судьи в конце 2022 года
В сентябре 2022 года судья Константин Арановский подал в отставку. С 27 сентября 2022 года — судья КС РФ в отставке. По версии газеты «Комерсантъ», отставка Арановского может быть для него способом выразить особое мнение или несогласие в ситуации, когда выразить его другим способом невозможно. Причиной же, по мнению газеты, было нежелание Арановского участвовать в проверке договоров о принятии в состав РФ новых субъектов. Ранее Константин Арановский также не принимал участия в заседаниях Конституционного суда Российской Федерации при рассмотрении им вопроса о принятии Крыма в состав России и выдаче заключения по поправкам к Конституции Российской Федерации в 2020 году.

## Полномочный представитель президента Российской Федерации в Конституционном суде
В 1995 году Указом президента Борис Ельцин ввел в состав Администрации президента Российской Федерации должность полномочного представителя президента Российской Федерации в Конституционном суде Российской Федерации. Согласно положению о полномочном представителе президента РФ в КС РФ представитель президента участвует в заседаниях Конституционного Суда, представляет сторону Президента Российской Федерации в конституционном судопроизводстве, координирует деятельность лиц, назначенных представителями Президента Российской Федерации для участия в рассмотрении Конституционным Судом Российской Федерации конкретных дел и др.
| № | Фото | Имя                             | Срок                            |
| - | ---- | ------------------------------- | ------------------------------- |
| 1 |      | Валерий Савицкий (1930—1999)    | 24 апреля 1995 — 5 февраля 1996 |
| 2 |      | Михаил Митюков (род. 1942)      | 5 февраля 1996 — 7 декабря 1996 |
| 3 |      | Сергей Шахрай (род. 1956)       | 7 декабря 1996 — 29 июня 1998   |
| 4 |      | Михаил Митюков (род. 1942)      | 29 июня 1998 — 7 ноября 2005    |
| 5 |      | Михаил Кротов (род. 1963)       | 7 ноября 2005 — 31 января 2020  |
| 6 |      | Александр Коновалов (род. 1968) | 31 января 2020 — 16 апреля 2025 |
| 7 |      | Дмитрий Мезенцев (род. 1959)    | с 17 апреля 2025                |

## Принятие решений и их нормативно-правовая база
Постановления и заключения Конституционного суда выносятся именем Российской Федерации. Он принял за время своего существования более 50 тысяч постановлений, определений, решений и заключений.

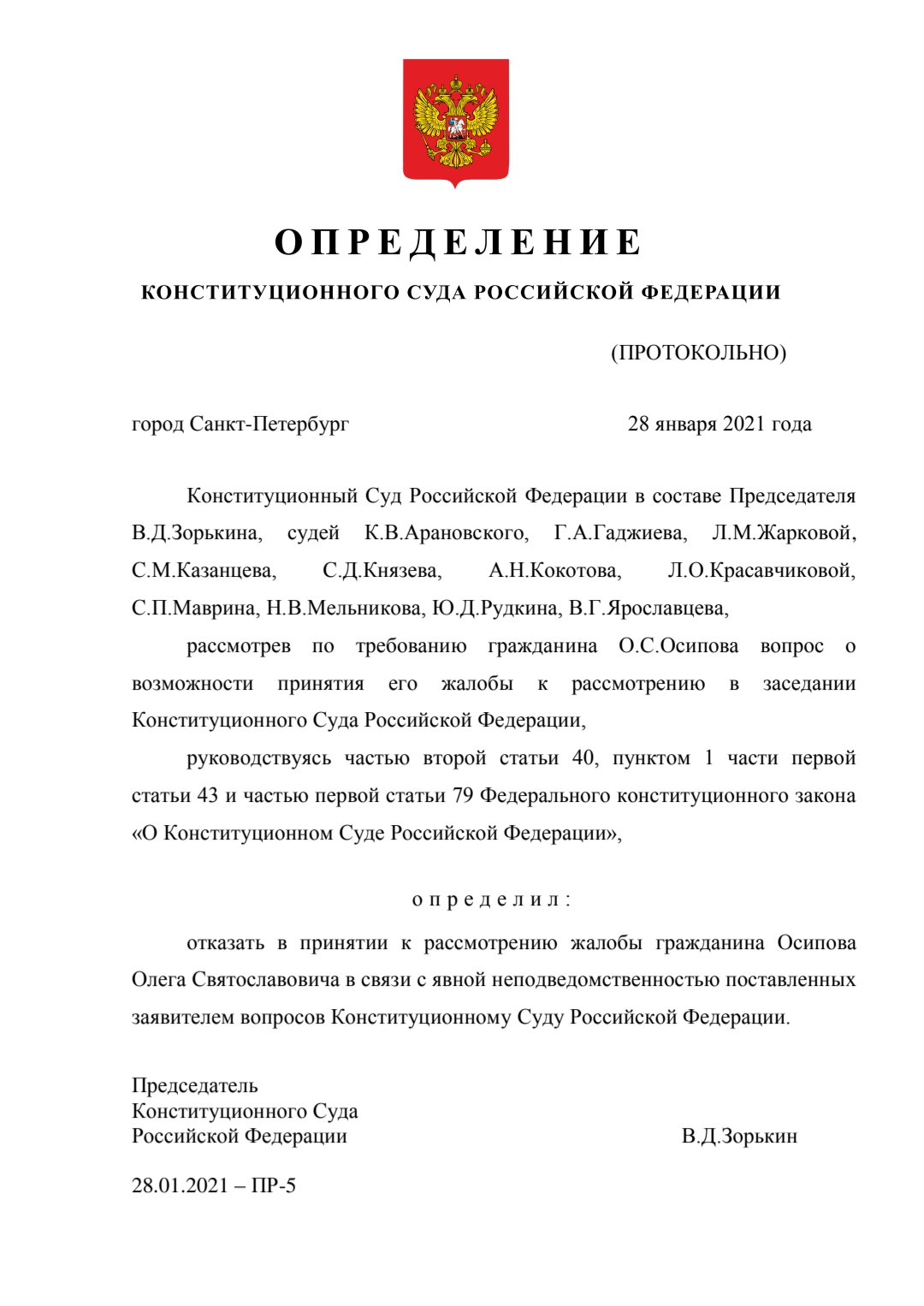
Внешний вид на бумажном носителе Определения Конституционного Суда РФ

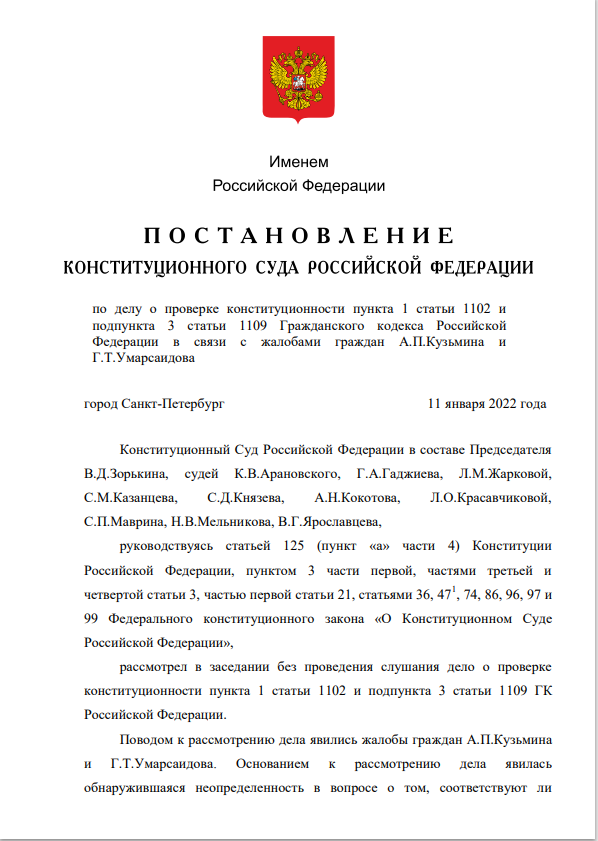
Внешний вид на бумажном носителе Постановления Конституционного Суда РФ

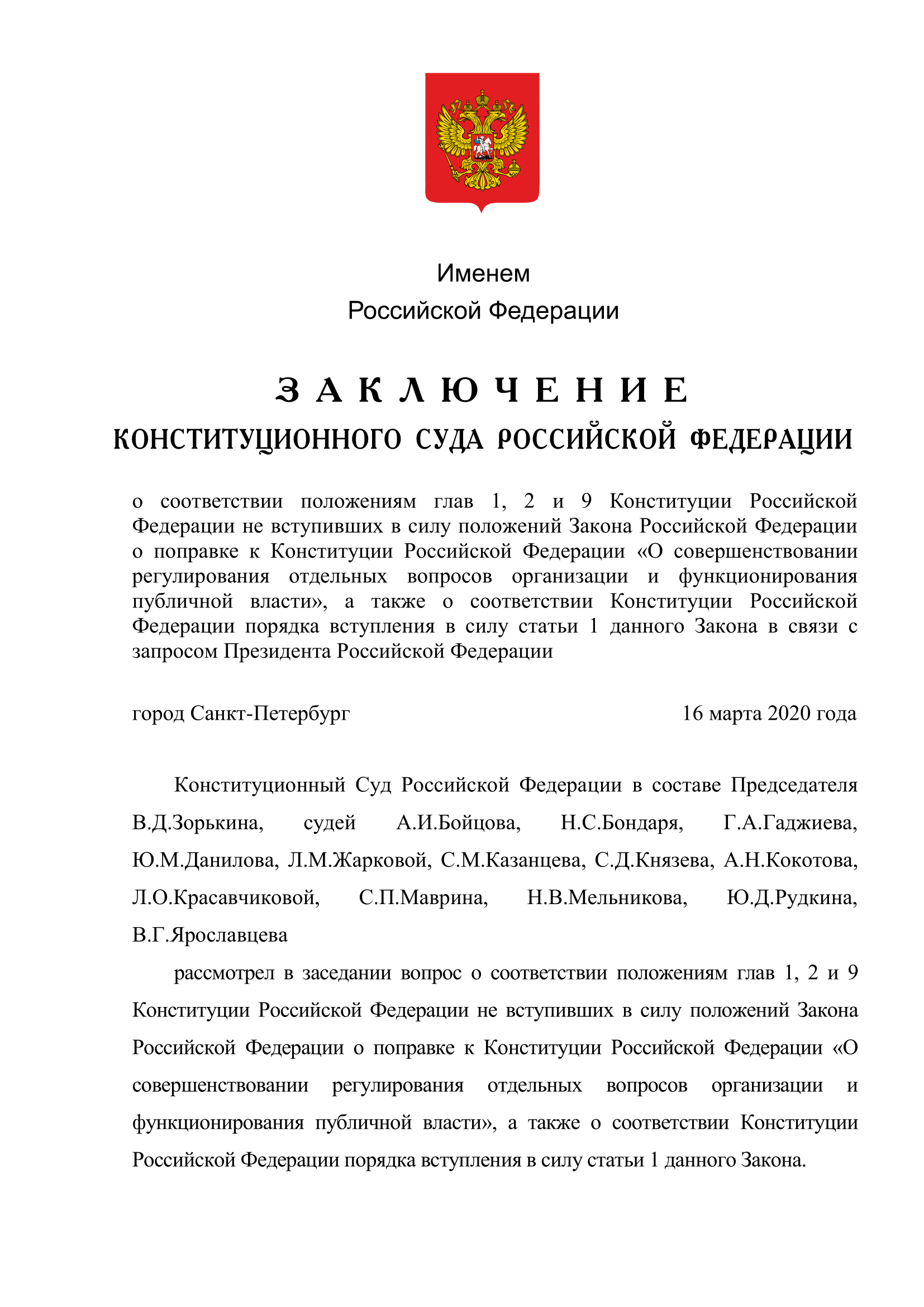
Внешний вид на бумажном носителе Заключения Конституционного Суда РФ

С 1995 по 2024 гг. в Конституционный суд Российской Федерации поступило более 428 тысяч обращений. По годам число обращений составило:
- 1995—1999 годы — 52068 обращений;
- 2000 год — 10983 обращения;
- 2001 год — 12296 обращений;
- 2002 год — 14472 обращения;
- 2003 год — 15668 обращений;
- 2004 год — 15561 обращение;
- 2005 год — 14943 обращения;
- 2006 год — 14989 обращений;
- 2007 год — 16612 обращений;
- 2008 год — 16592 обращения;
- 2009 год — 20629 обращений.

| Год         | Количество обращений |
| 2010        | 18214                |
| I квартал   | 4831                 |
| II квартал  | 4718                 |
| III квартал | 4298                 |
| IV квартал  | 4367                 |
| 2011        | 19142                |
| I квартал   | 4329                 |
| II квартал  | 4354                 |
| III квартал | 4626                 |
| IV квартал  | 5833                 |
| 2012        | 18745                |
| I квартал   | 6110                 |
| II квартал  | 4721                 |
| III квартал | 3906                 |
| IV квартал  | 4008                 |
| 2013        | 15101                |
| I квартал   | 3744                 |
| II квартал  | 3430                 |
| III квартал | 3812                 |
| IV квартал  | 4115                 |
| 2014        | 16005                |
| I квартал   | 3887                 |
| II квартал  | 4186                 |
| III квартал | 3898                 |
| IV квартал  | 4034                 |
| 2015        | 14622                |
| I квартал   | 3722                 |
| II квартал  | 3558                 |
| III квартал | 3723                 |
| IV квартал  | 3619                 |
| 2016        | 14031                |
| I квартал   | 3485                 |
| II квартал  | 3787                 |
| III квартал | 3481                 |
| IV квартал  | 3278                 |
| 2017        | 14638                |
| I квартал   | 3594                 |
| II квартал  | 3612                 |
| III квартал | 3722                 |
| IV квартал  | 3710                 |
| 2018        | 15149                |
| I квартал   | 3863                 |
| II квартал  | 3970                 |
| III квартал | 3618                 |
| IV квартал  | 3698                 |
| 2019        | 14809                |
| I квартал   | 3793                 |
| II квартал  | 3620                 |
| III квартал | 3811                 |
| IV квартал  | 3585                 |
| 2020        | 12926                |
| I квартал   | 3774                 |
| II квартал  | 2910                 |
| III квартал | 3180                 |
| IV квартал  | 3062                 |
| 2021        | 11828                |
| I квартал   | 2886                 |
| II квартал  | 3032                 |
| III квартал | 2767                 |
| IV квартал  | 3143                 |
| 2022        | 12933                |
| I квартал   | 3233                 |
| II квартал  | 3178                 |
| III квартал | 3157                 |
| IV квартал  | 3365                 |
| 2023        | 12540                |
| I квартал   | 3019                 |
| II квартал  | 3413                 |
| III квартал | 2838                 |
| IV квартал  | 3270                 |
| 2024        | 13258                |
| I квартал   | 4210                 |
| II квартал  | 3066                 |
| III квартал | 2980                 |
| IV квартал  | 3002                 |
| 2025        | 4044                 |
| I квартал   | 3002                 |
| II квартал  | 1042                 |
| III квартал |                      |
| IV квартал  |                      |

Подавляющее большинство постановлений выносится по жалобам граждан и организаций. Реже выносятся постановления по запросам судов, и совсем редко — по запросам депутатов Госдумы и региональных парламентов. За 1995—2011 годы поступило обращений в Конституционный суд Российской Федерации:
- От государственных органов и судов — 1608 обращений.

За 2012—2024 годы поступило обращений:
- От государственных органов и судов — 428 обращений.

Например, в 2014 году Конституционный суд вынес 33 постановления, из которых 20 вынесено по жалобам граждан, 4 — по жалобам юридических лиц, 2 — по запросам судов, 2 — по запросам региональных парламентов, 1 — по запросу Президента РФ и только 1 — по запросам группы депутатов Госдумы.
Конституционный суд часто соединяет касающиеся одного предмета жалобы и (или) запросы разных заявителей в одно дело. Потому в 2014 году также 1 постановление вынесено по соединённым в одно дело жалобам нескольких юридических лиц и запросу суда, 1 постановление вынесено по соединённым в одно дело запросу Уполномоченного по правам человека в РФ, жалобам нескольких граждан и одного юрлица, 1 постановление по жалобам нескольких граждан и одного юридического лица.
При вынесении новых решений нормативно-правовой базой служит не только текст Конституции РФ, но и ранее принятые Конституционным судом постановления и определения.
Также Конституционный суд иногда ссылается на нормы международных документов ООН и Совета Европы. Например, в Постановлении КС № 28-П от 11 ноября 2014 года упоминается Декларация основных принципов правосудия для жертв преступлений и злоупотреблений властью, принятая Генеральной Ассамблей ООН 29 ноября 1985 года.

### Принятие решений без судебного слушания
Федеральный конституционный закон «О Конституционном суде Российской Федерации» предусматривает рассмотрение Конституционным судом Российской Федерации дел в открытом судебном заседании. Однако в 2010 году в данный закон была введена статья 47.1, которая разрешила Конституционному суду Российской Федерации рассматривать дела «без проведения слушания», то есть в заседании без участия сторон и без допуска посторонних лиц. В настоящее время большинство постановлений Конституционного суда Российской Федерации выносится без проведения слушания. Например, из 55 постановлений, вынесенных Конституционным судом Российской Федерации в 2021 году, только 5 постановлений (№ 30-П, 35-П, 38-П, 45-П и 48-П) были приняты в открытом судебном заседании, а остальные были приняты без проведения слушания.

### Правовые последствия решений
Решение Конституционного суда — нормативный акт прямого действия, который стоит выше любого федерального конституционного закона и федерального закона и не подлежит обжалованию. Правовые последствия вынесения Постановления Конституционного суда бывают следующие:
1. Пересмотр ранее принятых по делу заявителя судебных решений. Обычно на это указывается в резолютивной части Постановления Конституционного суда. Такой пересмотр происходит путём подачи заявителем заявления в суд первой инстанции, рассматривавший его дело. При этом дело повторно может рассматривать тот же состав суда, что отказал заявителю при первоначальном рассмотрении дела. Пример. В 2013 году Конституционный суд по жалобам граждан (уволенных работников) К. М. Щербины, О. А. Курашкина и других признал частично неконституционными нормы Трудового кодекса, позволяющие расторгнуть договор с работником образовательной организации, имевшим судимость (Постановление № 19-П от 18.07.2013 года) и указал, что дела заявителей подлежат пересмотру[29]. Заявитель К. М. Щербина воспользовался этим правом и был восстановлен на работе с оплатой вынужденного прогула (и частичной компенсацией издержек на госпошлину и представителя в Конституционном суде) тем же судьёй[30], который ранее отказал ему в восстановлении на работе по этому же делу[31].
2. Установление новых правовых норм и процедур. Конституционный суд иногда фактически вводит новые нормы права. Например, в Постановлении от 17 февраля 2015 года Конституционный суд установил, что не допускается проведение повторной прокурорской проверки в отношении некоммерческой организации по тем же фактам, что были в первоначальной проверке (кроме случаев проверки устранения нарушений законов, проводимой в разумный после их выявления срок)[32].
3. Пересмотр судебных решений по делам не являющимися заявителями лиц, в которых был применен признанный неконституционным закон (с 2020 года). В 2020 году Конституционный суд установил, что право на пересмотр решения по гражданскому делу на основании постановления Конституционного суда Российской Федерации имеется не только у заявителя, но и у любого лица, в чьем деле было применено положение, признанное постановление Конституционного суда Российской Федерации полностью или частично неконституционным[33].
4. Отмена существующих норм права и обязание федерального законодателя в установленный срок внести изменения в правовые нормы. Иногда Конституционный суд предписывает власти изменить законы и порой жёстко ограничивает срок устранения выявленных нарушений в законодательстве. Например, в Постановлении от 11 декабря 2014 года Конституционный суд обязал федерального законодателя в течение шести месяцев внести определённые изменения в статью 159.4 УК РФ. При этом суд установил, что «если по истечении шестимесячного срока со дня провозглашения настоящего Постановления федеральный законодатель не внесёт в Уголовный кодекс Российской Федерации надлежащие изменения, статья 159.4 данного Кодекса утрачивает силу»[34].

Известен единственный случай, когда Верховный суд Российской Федерации проигнорировал позицию Конституционного суда Российской Федерации и отказался пересматривать дело заявителя, несмотря на то, что Конституционный суд Российской Федерации в постановлении указал на необходимость пересмотра судебных решений, вынесенных в отношении заявителя. В мае 2021 года Конституционный суд Российской Федерации признал по жалобы гражданки Ирины Никифоровой (её суд общей юрисдикции привлек по части 2 статьи 20.2 Кодекса Российской Федерации об административных правонарушениях), что нормы, примененные в деле Никифоровой противоречили Конституции Российской Федерации и в постановлении указал на необходимость пересмотра судебных решений, вынесенных в отношении Никифоровой. Однако в решении Верховного суда Российской Федерации в пересмотре дела Никифоровой было отказано, причем постановление Конституционного суда Российской Федерации не было даже упомянуто.

### Пересмотр решения Конституционного суда Российской Федерации
Решение Конституционного суда Российской Федерации окончательно и не подлежит обжалованию.
Если на ранее проверенную норму права поступают новые жалобы, то Конституционный суд отказывается принимать их к рассмотрению со ссылкой на ранее вынесенное определение или постановление. Однако в 2015 году орган принял к рассмотрению жалобу С. В. Махина на статью 237 УПК РФ, указав следующее: «поставленный заявителем вопрос ранее уже затрагивался в жалобах, направляемых в Конституционный Суд Российской Федерации, по которым принимались решения, однако в связи с продолжающимся поступлением обращений о нарушении конституционных прав граждан указанными нормами, а также учитывая сложившуюся практику их применения Конституционный Суд Российской Федерации полагает возможным вернуться к вопросу об их конституционности и принять жалобу С. В. Махина к рассмотрению».

## Конституционный суд Российской Федерации и ЕСПЧ
ЕСПЧ не рассматривает жалобу в Конституционный суд Российской Федерации как эффективное средство правовой защиты. Поэтому перед подачей жалобы в ЕСПЧ заявитель может не обращаться в Конституционный суд Российской Федерации. Вместе с тем наличие поданной жалобы в ЕСПЧ не лишает заявителя права обратиться с жалобой по тому же вопросу в Конституционный суд Российской Федерации.
Вместе с тем в 2000-е годы обозначились ситуации, когда решение ЕСПЧ по делу заявителя противоречит решению Конституционного суда Российской Федерации, вынесенному по тому же делу того же заявителя.
12 апреля 2011 года ЕСПЧ вынес решение по делу «Республиканская партия России против России», в котором раскритиковал позицию Конституционного суда Российской Федерации по тому же делу (Постановление Конституционного суда Российской Федерации № 1-П от 1 февраля 2005 года). Раскритикованная ЕСПЧ позиция Конституционного суда Российской Федерации была следующей:

в современных условиях, когда российское общество ещё не приобрело прочный опыт демократического существования, при том, что имеют место серьёзные вызовы со стороны сепаратистских, националистических, террористических сил, создание региональных политических партий — поскольку они стремились бы к отстаиванию преимущественно своих, сугубо региональных и местных, интересов — могло бы привести к нарушению государственной целостности и единства системы государственной власти как основ федеративного устройства России
В этом же решении ЕСПЧ фактически не согласился с позицией Конституционного суда Российской Федерации (Постановление № 11-П от 16 января 2007 года) о том, что федеральный законодатель вправе установить требования к численности партии и её региональных отделений. В итоге решение ЕСПЧ было исполнено — Республиканская партия России была зарегистрирована, а минимальная численность членов, необходимых для регистрации партии в 2012 году законодательно снижена с 50 тыс. до 500 человек.
Вторым делом, где разошлись позиции Конституционного суда Российской Федерации и ЕСПЧ стало дело Константина Маркина. Конституционный суд Российской Федерации в Определении № 187-О-О от 15 января 2009 года указал, что отсутствие у военнослужащих-мужчин права отпуска по уходу за ребёнком до достижения им трёхлетнего возраста (при наличии такого права у женщин) не нарушает положения Конституции России о равенстве вне зависимости от пола. ЕСПЧ признал это положение дискриминационным и присудил Маркину компенсацию в 200 евро (увеличена Большой палатой ЕСПЧ до 6150 евро).
В 2017 году Конституционный суд впервые в истории Европы принял решение о запрете национальному правительству выплачивать компенсацию по решению международного суда (по делу ЮКОСа). Исполнение решения ЕСПЧ о компенсации бывшим акционерам ЮКОСа в размере €1,8 млрд КС счёл невозможным, поскольку такая выплата нарушила бы конституционные принципы «социального государства, равенства и справедливости». В особом мнении судья Владимир Ярославцев выступил против рассмотрения дела: обратившийся в суд Минюст должен был подать апелляцию в международные инстанции, а не искать «упрощённый» выход в российском суде.

## Наиболее известные решения
- 1993 год — Конституционный суд выносит заключение о неконституционности действий президента, Верховный Совет принимает решение о прекращении полномочий президента Ельцина и переходе их, согласно Конституции, к вице-президенту А. В. Руцкому, объявляет созыв X (Чрезвычайного) Съезда народных депутатов.
- 1995 год — Конституционный суд подтвердил конституционность большинства положений актов президента и правительства, направленных на восстановление конституционной законности в Чеченской Республике[45].
- 1996 год — Конституционный суд признал неконституционными положения Устава Алтайского края, согласно которым законодательное собрание края обладало правом назначать на должность и освобождать от должности губернатора[46].
- 1996 год — Конституционный суд Российской Федерации признал неконституционным ряд положений законов некоторых субъектов Российской Федерации (города Москвы, Московской области, Ставропольского края, Воронежской области), ограничивающих свободу передвижения граждан[47].
- 1998 год — Конституционный суд вынес определение, касающееся ограничения сроков занимаемой должности для Президента Российской Федерации. Два срока полномочий подряд, о чём идёт речь в статье 81 (часть 3) Конституции Российской Федерации, составляют конституционный предел, превышения которого Конституция Российской Федерации, включая пункт 3 её раздела второго «Заключительные и переходные положения», не допускает[48].
- 2000 год — Конституционный суд признал неконституционными положения Конституции Республики Алтай, а впоследствии — ряда других российских республик, провозглашавшие суверенитет этих республик и ущемлявших права Федерации[49].
- 2005 год — Конституционный суд подтвердил конституционность принятого по инициативе Президента Российской Федерации закона о новом порядке назначения высших должностных лиц субъектов Российской Федерации законодательными органами по предложению президента России[50].
- 2014 год — Конституционный суд подтвердил законность процедуры вступления Крыма и Севастополя в состав Российской Федерации и образования двух новых субъектов Федерации — Республики Крым и города федерального значения Севастополя. Данное решение стало основанием для выхода Конституционного суда из Конференции европейских конституционных судов (КЕКС)[51].
- 2015 год — Конституционный суд установил порядок имплементации правовых позиций, выраженных в решениях Европейского суда по правам человека (ЕСПЧ), в российское национальное законодательство. Процедура установлена следующая — после вынесения решения ЕСПЧ, в котором установлено, что определённое положение законодательства Российской Федерации, применённое в деле, нарушает права заявителя, последний подаёт в суд первой инстанции на пересмотр своего дела. Суд первой инстанции обязан приостановить производство по делу и обратиться с запросом в Конституционный суд для проверки на соответствие Конституции Российской Федерации спорного положения российского законодательства. Если же Конституционный суд Российской Федерации признаёт, что данное истолкование ЕСПЧ противоречит Конституции Российской Федерации, то это решение не подлежит исполнению[52].
- 2017 год — Конституционный суд впервые в истории Европы принял решение о запрете национальному правительству выплачивать компенсацию по решению международного суда (по делу ЮКОСа)[43][53]. Исполнение решения ЕСПЧ о компенсации бывшим акционерам ЮКОСа в размере €1,8 млрд КС счёл невозможным, поскольку такая выплата нарушила бы конституционные принципы «социального государства, равенства и справедливости». В особом мнении судья Владимир Ярославцев выступил против рассмотрения дела: обратившийся в суд Минюст должен был подать апелляцию в международные инстанции, а не искать «упрощённый» выход в российском суде[44][54]. Схожую точку зрения в своем особом мнении высказал судья Константин Арановский[55].
- 2018 год — Конституционный суд подтвердил конституционность Соглашения об установлении границ между Республикой Ингушетия и Чеченской Республикой, подписанное главами этих регионов[56]. Суд сделал вывод, что границы между субъектами Российской Федерации могут быть установлены без проведения референдума и учёта мнения населения муниципальных образований и признал Соглашение и Закон Республики Ингушетия о его утверждении подлежащими применению вопреки ранее принятому решению Конституционного Суда Республики Ингушетия[57].
- 2020 год — Заключение о соответствии главам 1, 2 и 9 Конституции вносимых президентом поправок к главам 3—8 Конституции[58].
- 2022 год — Конституционный суд признал соответствующими Конституции РФ все четыре договора о присоединении к России территорий Луганской, Донецкой, Запорожской и Херсонской областей[59].

## Полномочия

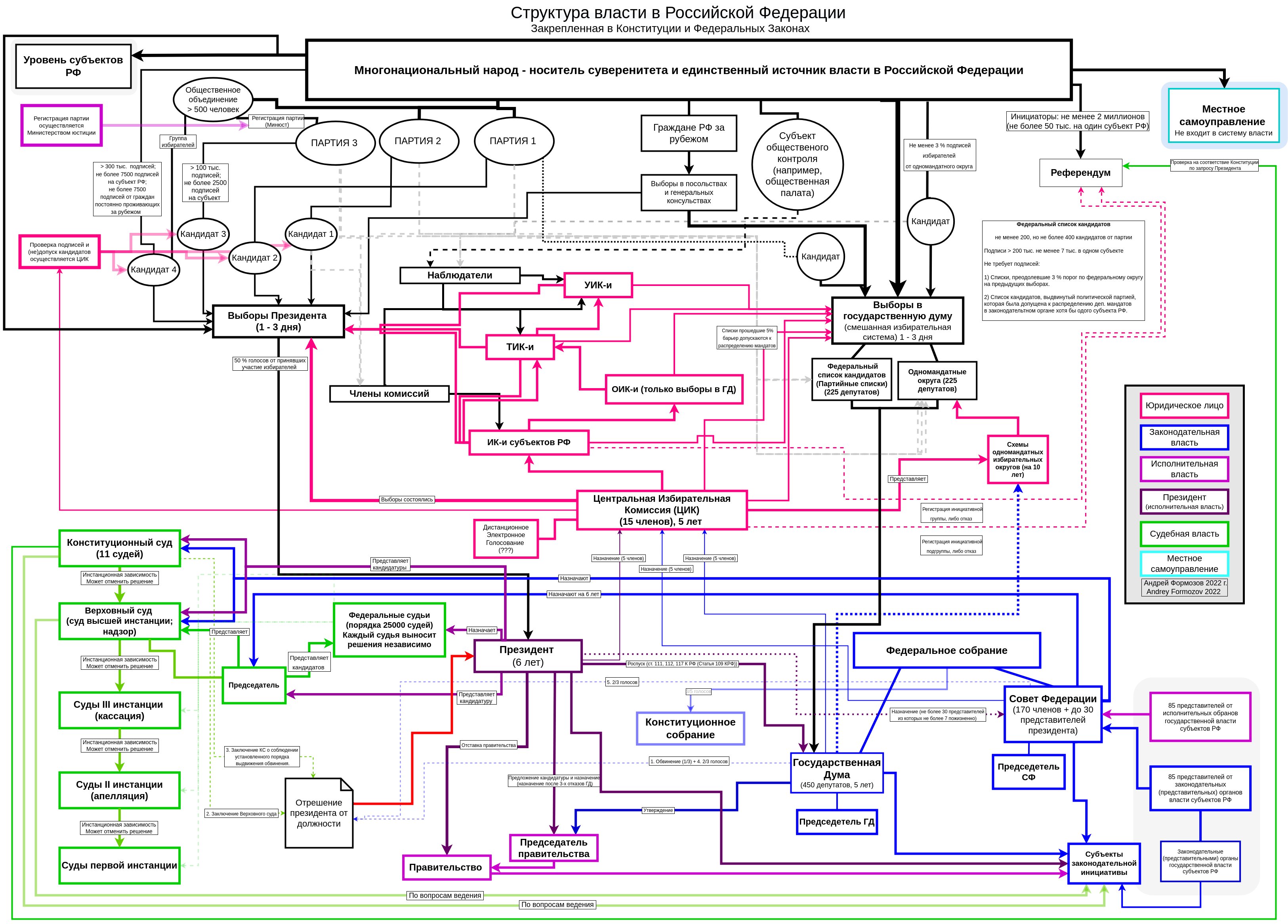
Конституционный суд в системе федеральных органов власти в Российской Федерации (суды обозначены зелёным цветом).

Конституционный суд Российской Федерации согласно статье 125 Конституции:
по запросам Президента Российской Федерации, Совета Федерации, Государственной Думы, одной пятой сенаторов Российской Федерации или депутатов Государственной Думы, Правительства Российской Федерации, Верховного Суда Российской Федерации, органов законодательной и исполнительной власти субъектов Российской Федерации разрешает дела о соответствии Конституции Российской Федерации:
- федеральных конституционных законов, федеральных законов, нормативных актов Президента Российской Федерации, Совета Федерации, Государственной Думы, Правительства Российской Федерации;
- конституций республик, уставов, а также законов и иных нормативных актов субъектов Российской Федерации, изданных по вопросам, относящимся к ведению органов государственной власти Российской Федерации и совместному ведению органов государственной власти Российской Федерации и органов государственной власти субъектов Российской Федерации;
- договоров между органами государственной власти Российской Федерации и органами государственной власти субъектов Российской Федерации, договоров между органами государственной власти субъектов Российской Федерации;
- не вступивших в силу международных договоров Российской Федерации.

Также Конституционный Суд Российской Федерации разрешает споры о компетенции:
- между федеральными органами государственной власти;
- между органами государственной власти Российской Федерации и органами государственной власти субъектов Российской Федерации;
- между высшими государственными органами субъектов Российской Федерации.

Кроме того, Конституционный Суд Российской Федерации в порядке, установленном федеральным конституционным законом, проверяет:
- по жалобам на нарушение конституционных прав и свобод граждан — конституционность федеральных конституционных законов, федеральных законов, нормативных актов Президента Российской Федерации, Совета Федерации, Государственной Думы, Правительства Российской Федерации, конституций республик, уставов, а также законов и иных нормативных актов субъектов Российской Федерации, изданных по вопросам, относящимся к ведению органов государственной власти Российской Федерации и совместному ведению органов государственной власти Российской Федерации и органов государственной власти субъектов Российской Федерации, примененных в конкретном деле, если исчерпаны все другие внутригосударственные средства судебной защиты;
- по запросам судов — конституционность федеральных конституционных законов, федеральных законов, нормативных актов Президента Российской Федерации, Совета Федерации, Государственной Думы, Правительства Российской Федерации, конституций республик, уставов, а также законов и иных нормативных актов субъектов Российской Федерации, изданных по вопросам, относящимся к ведению органов государственной власти Российской Федерации и совместному ведению органов государственной власти Российской Федерации и органов государственной власти субъектов Российской Федерации, подлежащих применению в конкретном деле;
- по запросу Президента Российской Федерации — конституционность проектов законов Российской Федерации о поправке к Конституции Российской Федерации, проектов федеральных конституционных законов и федеральных законов, а также принятых в порядке, предусмотренном частями 2 и 3 статьи 107 и частью 2 статьи 108 Конституции Российской Федерации законов до их подписания Президентом Российской Федерации;
- по запросу Президента Российской Федерации — конституционность законов субъектов Российской Федерации до их обнародования высшим должностным лицом субъекта Российской Федерации (руководителем высшего исполнительного органа государственной власти субъекта Российской Федерации).

Наконец, Конституционный Суд Российской Федерации по запросам Президента Российской Федерации, Совета Федерации, Государственной Думы, Правительства Российской Федерации, органов законодательной власти субъектов Российской Федерации дает толкование Конституции Российской Федерации, а также в порядке, установленном федеральным конституционным законом, разрешает вопрос о возможности исполнения решений межгосударственных органов, принятых на основании положений международных договоров Российской Федерации в их истолковании, противоречащем Конституции Российской Федерации; а также о возможности исполнения решения иностранного или международного (межгосударственного) суда, иностранного или международного третейского суда (арбитража), налагающего обязанности на Российскую Федерацию, в случае если это решение противоречит основам публичного правопорядка Российской Федерации.

## Аппарат Конституционного суда Российской Федерации
В Аппарат Конституционного Суда входят: Секретариат, Управление делами, Управление государственной службы и кадров, Финансовое управление, Управление международных связей, Отдел по взаимодействию со средствами массовой информации, Отдел внутреннего финансового аудита и анализа и Представительство Конституционного Суда в Москве.
Для обеспечения деятельности руководства Конституционного Суда и судей также созданы Секретариат Председателя Конституционного Суда, Секретариат Заместителя Председателя Конституционного Суда и Аппараты судей.

### Секретариат
Секретариат Конституционного Суда является самостоятельным подразделением Аппарата Конституционного Суда, чей статус и функции определены Федеральным конституционным законом «О Конституционном Суде Российской Федерации» и конкретизированы положением, утвержденным решением Конституционного Суда.
В Секретариат входят следующие отраслевые и функциональные подразделения:

#### Управление конституционных основ публичного права
Занимается общими проблемами Конституции и конституционной законности, а также вопросами: личных (кроме связанных со сферой уголовной юстиции) и политических конституционных прав и свобод человека и гражданина; конституционно-правовых основ законодательной, исполнительной и судебной власти, включая конституционно-правовые основы статуса лиц, занимающих государственные должности, федеративных отношений, местного самоуправления, административно-территориального устройства; избирательного права; гражданства, правового положения иностранных граждан и лиц без гражданства, правового положения национальных меньшинств, включая коренные малочисленные народы, административного права и процесса, в том числе в экологическом, земельном, предпринимательском, валютном и банковском законодательстве; налогового, таможенного и бюджетного законодательства; гражданской, правоохранительной и военной службы (в части организации и статуса соответствующих органов, а также порядка прохождения в них службы).

#### Управление конституционных основ частного права
Занимается вопросами гражданского, гражданского процессуального, арбитражного процессуального, жилищного, семейного, законодательства, законодательства о судоустройстве в части, касающейся гражданского судопроизводства, а также — в части частно-правовых отношений — вопросами экологического, земельного, предпринимательского, валютного и банковского законодательства.

#### Управление конституционных основ трудового законодательства и социальной защиты
Занимается проблемами трудового законодательства и законодательства в сфере социального обеспечения, социального страхования, защиты материнства и детства.

#### Управление конституционных основ уголовной юстиции
Занимается проблемами уголовного, уголовно-процессуального, уголовно-исполнительного законодательства и законодательства об оперативно-разыскной деятельности, а также законодательства о судоустройстве и статусе судей в части, касающейся уголовного судопроизводства.

#### Редакционно-издательское управление
Обеспечивает редакционную подготовку решений и других официальных материалов Конституционного Суда.

#### Управление международных связей и обобщения практики конституционного контроля
Осуществляет организационное и протокольное обеспечение международных связей Конституционного Суда, информационно-аналитическое обеспечение судопроизводства в Конституционном Суде по вопросам международного и зарубежного права, практики международных судов и зарубежной судебной практики конституционного контроля.
Обобщает и анализирует практику текущей деятельности Конституционного Суда и его Секретариата, осуществляет мониторинг исполнения решений Конституционного Суда и обеспечивает взаимодействии с компетентными органами и должностными лицами по вопросам исполнения решений Конституционного Суда РФ, обобщает практику органов конституционного правосудия субъектов Российской Федерации.

#### Управление правовой информации
Включает отдел технического обеспечения правовой информации, отдел системного обеспечения правовой информации и информационных ресурсов, копировально-множительное бюро.

#### Управление по обеспечению судебных заседаний
Обеспечивает проведение заседаний Конституционного Суда, взаимодействие в связи с этим с участниками процесса и приглашенными в заседание, изготовление протоколов и стенограмм заседаний.

#### Пресс-служба
Проводит аккредитацию журналистов при Конституционном Суде, помогает представителям СМИ получать нужную им информацию о деятельности КС, создает пресс-релизы к каждому заседанию, осуществляет консультирование журналистов; готовит для судей дайджесты по материалам информационных агентств и подборки публикаций о работе КС.

#### Отдел по приему граждан и работе с письмами
Ведет прием посетителей, разъясняет порядок обращения в Конституционный Суд, предоставляет справочную информацию о ходе рассмотрения обращений, осуществляет первичную обработку и экспертизу всей поступающей в Суд корреспонденции, передает отвечающие требованиям Федерального конституционного закона «О Конституционном Суде Российской Федерации» обращения подразделениям Секретариата Конституционного Суда или, при явном несоответствии указанным требованиям, сообщает заявителям о несоответствии их обращений этим требованиям Федерального конституционного закона «О Конституционном Суде Российской Федерации».

#### Отдел по обеспечению делопроизводства
Регистрирует поступающие документы, следит за движением дел в Конституционном Суде, ведет прием и отправку корреспонденции, комплектует архив.

### Управление государственной службы и кадров
- готовит документы по кадровому обеспечению деятельности Конституционного Суда;
- оформляет поступление, перевод, увольнение сотрудников аппарата Конституционного Суда; (порядок поступления на государственную службу в аппарат Конституционного Суда; вакансии) ведет воинский учёт и мобилизационную подготовку;
- организует и обеспечивает проведение аттестации и квалификационных экзаменов сотрудников аппарата;
- обеспечивает работу Аттестационной комиссии Конституционного Суда;
- обеспечивает представление сведений о доходах, имуществе и обязательствах имущественного характера сотрудниками аппарата Конституционного Суда, а также соблюдение ими ограничений в соответствии с действующим законодательством;
- организует проверку достоверности персональных данных и иных сведений, представляемых гражданами при поступлении на гражданскую службу в аппарат Конституционного Суда, а также сотрудниками аппарата;
- участвует в организации повышения квалификации сотрудников аппарата;
- организует и участвует в проведении служебных проверок по поручению Председателя Конституционного Суда;
- обеспечивает исполнение законодательства о федеральной государственной гражданской службе (сотрудники аппарата являются федеральными государственными гражданскими служащими), а также законодательства, регламентирующего вопросы соблюдения требований к служебному поведению гражданских служащих и урегулирования конфликта интересов на государственной службе;
- обеспечивает соблюдение сотрудниками аппарата ограничений и запретов, требований о предотвращении или урегулировании конфликта интересов, исполнения ими обязанностей, установленных Федеральным законом от 25.12.2008 г. N 273-ФЗ «О противодействии коррупции» и другими федеральными законами (методика анализа проектов решений на предмет предотвращения возможных коррупционных последствий; положение о порядке принятия государственными гражданскими служащими аппарата Конституционного Суда почетных и специальных званий, наград и иных знаков отличия иностранных государств, международных организаций, политических партий, иных общественных объединений и других организаций);
- обеспечивает реализацию сотрудниками аппарата Конституционного Суда обязанности уведомлять представителя нанимателя, органы прокуратуры, иные федеральные государственные органы обо всех случаях обращения к ним каких-либо лиц в целях склонения их к совершению коррупционных правонарушений (порядок уведомления представителя нанимателя о фактах обращения в целях склонения федеральных государственных гражданских служащих аппарата Конституционного Суда к совершению коррупционных правонарушений);
- обеспечивает деятельность Комиссии по соблюдению требований к служебному поведению федеральных государственных гражданских служащих аппарата Конституционного Суда и урегулированию конфликта интересов;
- участвует в подготовке проектов управленческих и иных решений по вопросам, относящимся к компетенции Управления.

### Финансовое управление
Формирует в соответствии с налоговым законодательством и законодательством России о бухгалтерском учёте учётную политику, исходя из структуры и особенностей деятельности Конституционного Суда, необходимости обеспечения его финансовой устойчивости; обеспечивает рациональную организацию бухгалтерского, налогового учёта и отчетности на основе применения современных технических средств и информационных технологий, прогрессивных форм и методов учёта и контроля; обеспечивает соответствие принимаемых Конституционным Судом бюджетных обязательств, установленным лимитам бюджетных обязательств. осуществляет контроль над соблюдением порядка оформления первичных документов, расчетов и платежных обязательств.

### Управление делами
Управление делами Конституционного Суда осуществляет в пределах своей компетенции функции по обеспечению судебной деятельности.
К основным полномочиям Управления делами относятся:
- организация, планирование и осуществление закупок товаров, работ, услуг для обеспечения государственных нужд Конституционного Суда;
- обеспечение судей и сотрудников аппарата Конституционного Суда материально-техническими ресурсами;
- контроль за эксплуатацией систем структурированной кабельной сети, связи;
- контроль за состоянием (содержанием и эксплуатацией) административных и социально-бытовых комплексов зданий Конституционного Суда, включая координацию и контроль за деятельностью эксплуатационных и инженерных служб, обеспечивающих содержание зданий, сооружений, объектов и инженерного оборудования Конституционного Суда;
- планирование, организация и проведение протокольных мероприятий, международных конференций, официальных встреч и приемов с участием иностранных и иных лиц, делегаций, иных протокольных мероприятий (заседаний комиссий, рабочих групп, и т. д.) в том числе, связанных с официальными визитами представителей Конституционного Суда;
- организация социально-бытового обеспечения судей и сотрудников аппарата Конституционного Суда (медицинского, санаторно-курортного, автотранспортного, жилищного, общественного питания);
- взаимодействие с федеральными и региональными органами власти;
- другие вопросы, не отнесенные к компетенции иных структурных подразделений Конституционного Суда.

### Представительство Конституционного Суда в Москве
Представительство Конституционного Суда РФ в Москве обеспечивает доступ граждан и их объединений к конституционному правосудию, постоянную связь Конституционного Суда РФ с органами государственной власти, субъектами России в городе Москве, содействует в осуществлении Конституционным Судом своих полномочий.

## Переезд из Москвы в Санкт-Петербург

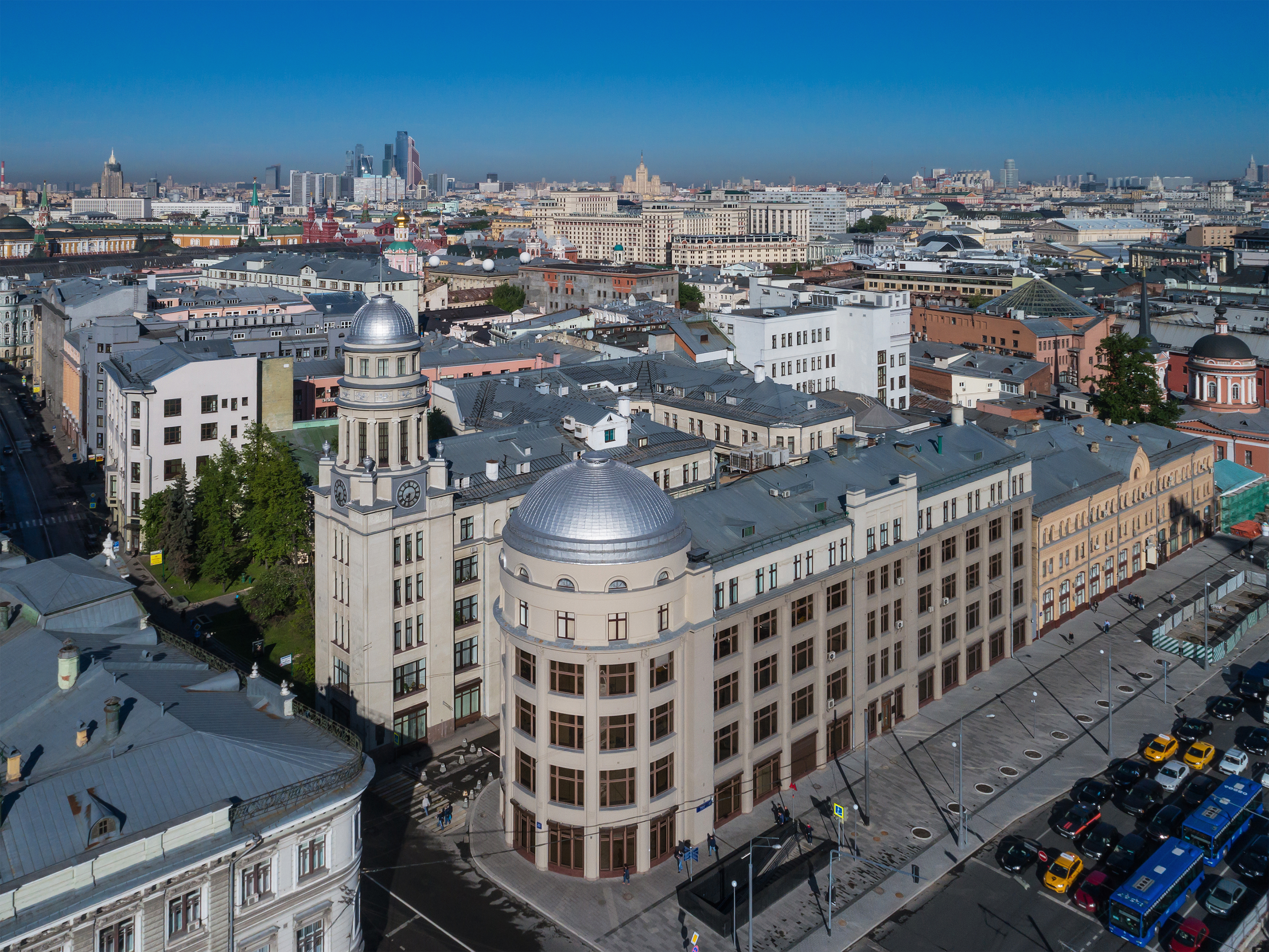
Бывшее место пребывания Конституционного Суда, сейчас — представительство в Москве по адресу: Большой Черкасский переулок, 15-17 с1, Москва

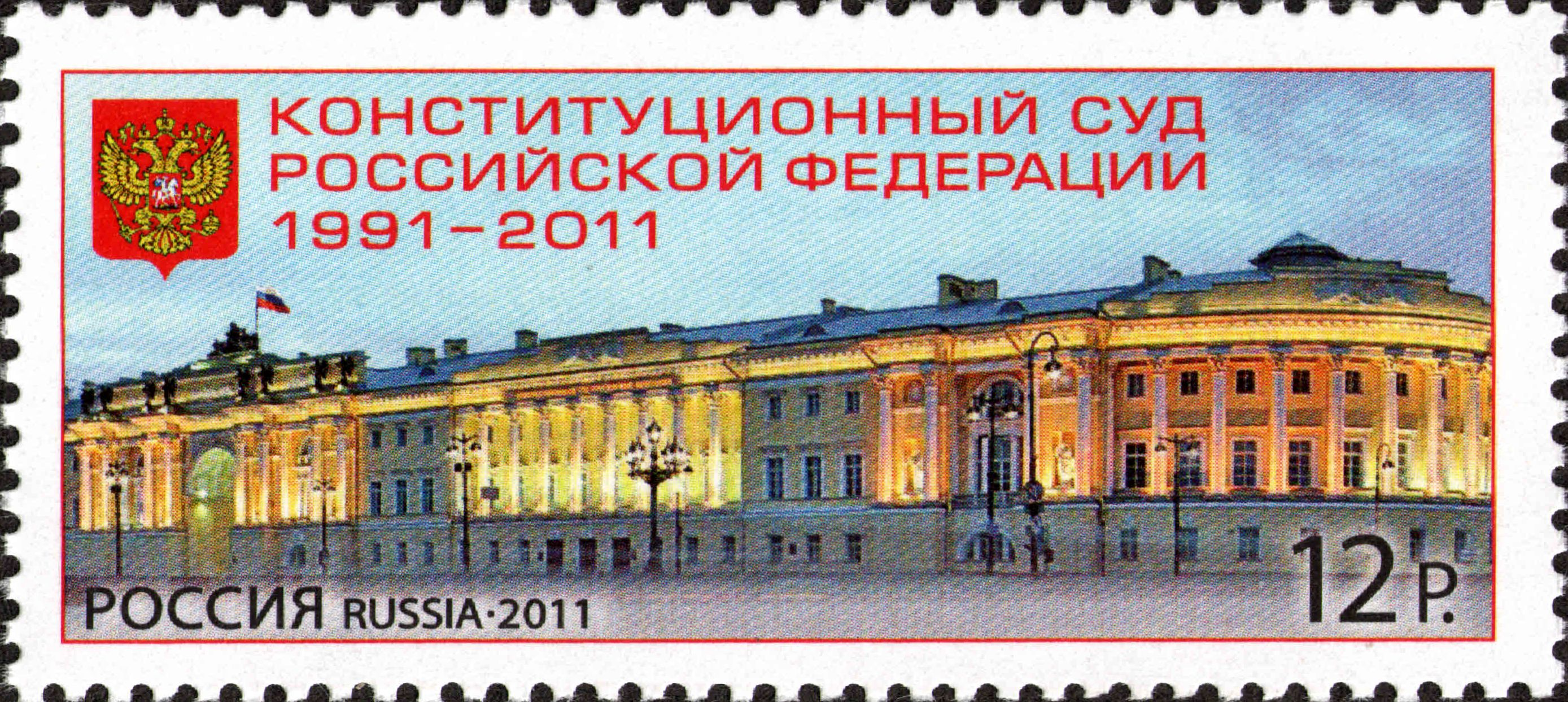
Настоящее место пребывания Конституционного Суда — Санкт-Петербург, здание, где ранее находились Сенат и Синод (почтовая марка 2011 год.)

С предложением о переносе суда из Москвы в Санкт-Петербург выступил в октябре 2005 года Председатель Совета Федерации Сергей Миронов.
5 февраля 2007 года Президентом Российской Федерации был подписан Федеральный конституционный закон № 2-ФКЗ об изменении места постоянного пребывания Конституционного суда с Москвы на Санкт-Петербург.
23 декабря 2007 года был издан Указ Президента Российской Федерации «О месте постоянного пребывания Конституционного суда Российской Федерации», которым устанавливалось, что переезд Суда должен быть осуществлён в сроки с 1 февраля по 20 мая 2008 года.
Суд разместился в здании Сената.

## Поправки в законодательство во исполнение постановлений Конституционного суда
В силу статьи 80 федерального конституционного закона «О Конституционном суде Российской Федерации», если постановлением Конституционного суда Российской Федерации нормативный акт признан не соответствующим Конституции Российской Федерации полностью или частично либо из постановления вытекает необходимость устранения пробела или противоречий, то правительство Российской Федерации не позднее шести месяцев после опубликования постановления Конституционного суда Российской Федерации должно внести в Государственную думу Российской Федерации проект нового федерального закона (поправок в действующий закон). Этот срок соблюдается не всегда. Министерство юстиции Российской Федерации сообщило, что на 25 августа 2022 года на исполнении находились 50 постановлений Конституционного суда Российской Федерации, из которых по 27 постановлениям был внесен законопроект в Государственную думу, а по 23 постановлениям федеральными органами исполнительной власти велась «необходимая работа». При этом за 2021 и 2022 годы (по состоянию на 2 ноября 2022 года) Конституционным судом Российской Федерации были вынесены 43 постановления, требующих исполнения путем принятия проекта нормативно-правового акта.